# Gąskowate
Gąskowate (Tricholomataceae R. Heim ex Pouzar) – rodzina grzybów należąca do rzędu pieczarkowców (Agaricales).

## Charakterystyka
Wytwarzają mięsiste lub łykowate owocniki o hymenoforze blaszkowym. Wysyp zarodników jasny, często biały, czasami różowy lub kremowy.

## Systematyka
Pozycja w klasyfikacji według Index Fungorum: Tricholomataceae, Agaricales, Agaricomycetidae, Agaricomycetes, Agaricomycotina, Basidiomycota, Fungi.
Według CABI databases bazującego na Dictionary of the Fungi do rodziny Tricholomataceae należą rodzaje:
- Albomagister Sánchez-García, Birkebak & Matheny 2014
- Aspropaxillus Kühner & Maire 1934
- Corneriella Sánchez-García
- Dennisiomyces Singer 1955
- Dermoloma J.E. Lange ex Herink 1959 – gęsianka
- Leucopaxillus Boursier 1925 – białokrowiak
- Porpoloma Singer 1952 – gąsownica
- Pseudobaeospora Singer 1942
- Pseudoporpoloma Vizzini & Consiglio 2016
- Pseudotricholoma (Singer) Sánchez-García & Matheny 2014
- Tricholoma (Fr.) Staude 1857 – gąska

Polskie nazwy na podstawie pracy Władysława Wojewody z 2003 r.